# قاعده آبگ
قاعده آبگ (به انگلیسی: Abegg's rule) بیانگر اینستکه بیشینه اختلاف بین بیشینه ظرفیت مثبت و منفی یک عنصر غالبا برابر ۸ است. این قاعده در سال ۱۹۰۴ به وسیلهٔ ریچارد آبگ دانشمند آلمانی بیان شد.
برای نمونه برای گوگرد، اختلاف بیشینه ظرفیت منفی ( مثلا ۲- در H۲S) و بیشینه ظرفیت مثبت (مثلا ۶ در H۲SO۴) برابر ۸ است.